# Um Rio Imita o Reno
Um rio imita o Reno é um romance brasileiro escrito por Vianna Moog e publicado em 1938. É uma história real sobre uma família alemã radicada no Sul do Brasil mergulhada nos preconceitos raciais inventados por Hitler.
O livro causou muita polêmica internacional e veemente protesto das autoridades alemãs. Os protagonistas Geraldo Torres, brasileiro moreno e Lore Wolf, imigrante alemã vivem um romance fracassado por questões raciais, onde a intolerância e o fanatismo arianos contra os valores da terra denunciam as ambições de Hitler em relação ao arianismo no mundo antes da Segunda Guerra